# Michal Hofbauer
Michal Hofbauer (* 6. Januar 1964 in Prag; † 10. Januar 2013 ebenda) war ein tschechischer Schauspieler.

## Leben
Hofbauer wurde schon als Jugendlicher durch eine Reihe von Kinderserien bekannt. Seine bekannteste Rolle war die des Oswald Richter in der tschechischen Serie Luzie, der Schrecken der Straße (1980). Zuvor spielte er bereits die Rolle des Otto Málek in der Serie Pan Tau (1977–78). Nach einer Rolle in der Serie Ein Haus mit tausend Gesichtern (1984) war Hofbauer vornehmlich in tschechischen Serien und Fernsehfilmen zu sehen, die in Deutschland nicht ausgestrahlt wurden.
Er starb kurz nach seinem 49. Geburtstag an Krebs.

## Filmografie (Auswahl)
- 1975: Profesori za skolou
- 1977–1978: Pan Tau (Fernsehserie, 7 Episoden)
- 1978: Laßt ihn sich doch fürchten (Jen ho nechte, at se bojí)
- 1978: Warten auf Regen (Čekání na dést)
- 1978: Der Schneider von Ulm
- 1978: Das Geheimnis des Weidenkorbs (Tajemství prouteného kosíku, Fernsehserie, 6 Episoden)
- 1979: Verfolgt und verdächtigt (Stíhán a podezrelý)
- 1980: Brontosaurus
- 1980: Luzie, der Schrecken der Straße (Lucie, postrach ulice, Fernsehserie, 6 Episoden)
- 1981: Zakázaný výlet
- 1981: Der kleine Major Zeman (Neríkej mi majore!)
- 1981: Hodina zivota
- 1981: Achtung, Visite! (Pozor, vizita!)
- 1984: Flußwanderung (Stav ztroskotání)
- 1984: Hele, on letí!
- 1984: Ein Haus mit tausend Gesichtern (My vsichni skolou povinní, Fernsehserie, 8 Episoden)
- 1988: Dum pro dva
- 1988: Täter unbekannt (Dobrodruzství kriminalistiky, Fernsehserie, 1 Episode)
- 1989: Zvlástní bytosti
- 1991: Tankový prapor
- 2000: Veselé krvavé kure (Kurzfilm)
- 2003: Zelary (Želary)
- 2003: O svatební krajce
- 2003: Nezvestný (Fernsehserie)
- 2004: Smrt pedofila (Fernsehfilm)
- 2004: I ve smrti sami (Fernsehserie)
- 2005–2010: 3+1 s Miroslavem Donutilem (Fernsehserie, 2 Episoden)
- 2006: Místo v zivote (Fernsehserie, 1 Episode)
- 2007: Zlá minuta (Fernsehfilm)
- 2007: Cetnické humoresky (Fernsehserie, 1 Episode)
- 2009: Normal
- 2009: Svedomí Denisy Klánové (Fernsehfilm)
- 2009: Strázce dusí (Fernsehserie, 1 Episode)
- 2009: Drei Jahreszeiten in der Hölle (3 sezóny v pekle)
- 2010: Skola princu (Fernsehfilm)
- 2010: Ve stínu